# 周見信
周見信（英語：:ii，1973年—），臺灣繪本作家、插畫家
，著有《尋貓啟事》、《小白》等繪本。是繪本作家中少數能將其自身作品授權到海外出版的繪本作家。
2021年與游珮芸合作首部圖像小說《來自清水的孩子》，並授出日、韓、英、法、德、義、阿拉伯、立陶宛等外語版權。

## 學歷
- 國立臺東大學兒童文學研究所博士（2022年畢業[2]）
- 國立臺北藝術大學造形研究所碩士（2005年畢業[8]）

## 作品
圖畫書
- 《雞蛋花》
- 《尋貓啟事》
- 《小白》
- 《小小的大冒險》
- 《小松鼠與老榕樹》
- 《小朱鸝》
- 《小熊逛市場》
- 《機車媽媽》
- 《黑武士林鵰》

圖像小說
- 《來自清水的孩子》
- 《案渡卷河》

## 得獎
- 《小白》獲信誼基金會第28屆信誼幼兒文學獎首獎  [9]
- 《尋貓啟事》獲信誼基金會第24屆信誼幼兒文學獎佳作
- 《來自清水的孩子》榮獲 2024法國  愛彌爾．吉美亞洲文學獎 圖像小說獎/榮獲 2024美國  FREEMAN圖書獎 青少年圖像小說獎/榮獲 2024美國  GLLI青少年翻譯圖書獎 榮譽獎/榮獲 2024美國  CALA圖書獎 青少年非虛構圖書獎/榮獲 2021德國  國際青少年圖書館 白烏鴉選書獎/榮獲 2021台灣  金鼎獎 兒童及少年圖書獎/榮獲 2021台灣  台北書展大獎 兒童及青少年獎/榮獲 2021台灣  金漫獎 最佳新人獎/入圍 2021台灣  金漫獎 最佳編輯獎   /入圍 2024德國 馬克斯與莫里茨獎國際漫畫獎

## 相關
2021年，周見信與曹俊彥、童嘉、陳致元、邱承宗、黃郁欽、陶樂蒂一起在臺中市立圖書館舉辦講座。